# 北條實政
北條實政（日语：／ Hōjō Sanemasa，1249年—1302年12月26日）是日本鎌倉時代中後期武將，弘安之役中日本軍隊的總司令官，北條氏一門，父親是金澤流之祖北條實時，因此又稱金澤實政（日语：／ Kanesawa Sanemasa。

## 生涯
文永之役爆發，在鎮西一帶的御家人奮戰下擊退元朝和高麗國的聯軍後，鎌倉幕府重新思考對外的防禦政策。建治元年（1275年），幕府為了抗衡元朝，策劃了「異國征伐」和「異國警護」，並且以實政作為鎮西軍總司令官派遣至前線。實政在29歲獲執權北條時宗以及其後見人實政父親實時任命為異國征伐大將軍，率領金澤北條氏家臣平岡氏等軍隊前往九州，從而統領九州的御家人大友氏、少弐氏、島津氏、東國的宇都宮氏和安達氏等等。其後「異國征伐」取消，改為以「異國警護」為目的，專注於興建元寇防壘。
翌年，實時死去，實政繼承其豐前守護一職，此後一生幾乎都在鎮西度過，其父臨終前留下稱為「實時的置文」的遺言，稱道：「既然你負責異國警護（九州防衛），自然便不能返回鎌倉。」弘安文役爆發後，實政以鎮西軍總司令官的身份統領一眾御家人成功擊退元朝軍隊。弘安6年（1283年）9月8日，實政獲任命為從五位上上總介，並且在同年獲任命為長門探題，及後在永仁4年（1296年）7月轉任鎮西探題，從而掌控鎮西的軍事指揮權權和訴訟仲裁權，並且兼任肥前和肥後守護。實政時代是鎮西探題的頂盛期，博多的街道也顯得繁華。
正安3年（1301年）9月，實政出家，將家督和探題職務讓給其子北條政顯，及後在翌乾元元年（1302年）12月7日死去，享年54歲。

## 經歷
- 建長元年（1249年），出生。
- 建治元年（1275年）11月，以異國征伐大將軍身份前往鎮西。
- 建治2年（1276年），接過父親在病榻時的遺言，並且在其死後繼承豐前守護一職。
- 弘安4年（1281年），在弘安之役中擔任鎮西軍總司令官，統領關東和九州的御家人，成功擊退元朝軍隊。
- 弘安6年（1283年）9月8日，獲任命為從五位上上總介。
- 弘安7年（1284年），兼任周防和長門守護[註 3]。
- 永仁4年（1296年），獲任命為鎮西探題[註 2]，兼任肥前和肥後守護。
- 正安3年（1301年），出家。
- 乾元元年（1302年）12月7日死去，享年54歲。

### 註解
1. ↑  按《日本外史》記載，保衛鎮西的士兵悉數服從於實政。
2. 1 2  關於鎮西探題，按《筑前國續風土記》記載，北條兼時（日语：北条兼時）是首任鎮西探題，但是由於兼時與北條時家（日语：北条時家）是同時擔任鎮西探題，因此有些說法認為一人體制下的實政才是首任鎮西探題（湯浅、2012年、P.169・197）。
3. ↑  弘安5年（1282年）時，兩國守護由北條忠時（日语：北条忠時）擔任，但是在正應2年（1289）時則由實政擔任。西ヶ谷、1998年、P.223・227。